# Heinrich Behmann
Heinrich Behmann (Brema, 10 gennaio 1891 – Brema, 3 febbraio 1970) è stato un logico e matematico tedesco, ha svolto attività di ricerca nel campo della teoria degli insiemi e nella teoria del primo ordine.

## Biografia
Behmann ha studiato la matematica a Tubinga, Lipsia e Gottinga. Durante la prima guerra mondiale fu ferito e ricevette la Seconda Croce di ferro. David Hilbert ha supervisionato la preparazione della tesi di dottorato, intitolata Die Antinomie der transfiniten Zahl und ihre Auflösung durch die Theorie von Russell und Whitehead. Nel 1922 Behmann dimostrò che il calcolo monadico del primo ordine è decidibile. Nel 1938 ha ottenuto una cattedra in matematica a Halle (Saale). Nel 1945 fu licenziato per essere stato membro del NSDAP.